# 松本翼
松本 翼（まつもと つばさ、1991年7月16日 - ）は、日本の実業家、元ネット配信者、元俳優。株式会社7th Logic代表。埼玉県川越市出身。明治学院大学法学部卒業、日本大学大学院知的財産研究科修了。

## 経歴・人物
日本エアシステム従業員の両親の下に産まれる。1995年から2001年までセントラル子供劇団、2002年から2011年までNEWSエンターテインメントに所属していた。
15歳からアニメイベントに興味を抱き、茅原実里、スフィア (声優ユニット)、高垣彩陽、戸松遥の出演イベントを中心に通算で250を超える各公演に参加。また、大学進学直前からはニコニコ生放送での定期的な配信も行っていた。
明治学院大学在学中の2011年から2013年、ユニビジョンにアルバイトとして在籍。日本大学大学院在学中の2015年にe-notionに入社し、テレビアニメの宣伝などに従事したが、2017年の事業廃止に伴い退職。
e-notion退職後はフリーランスでライター・ディレクター・宣伝広報などに従事したのち、2019年に株式会社7th Logicを設立し、同社の代表に就任。

## 出演

### テレビ
- 恐怖の法則（1996年、テレビ東京）
- ぐるぐるナインティナイン（1999年、日本テレビ）
- ザ・ジャッジ! 〜得する法律ファイル（フジテレビ）「コレ罪あんぱん編」 - 兄 役
- ドキドキ世界大冒険（1999年、テレビ朝日）「沖縄一人旅」
- 伊東家の食卓（1999年 - 2002年、日本テレビ）検証VTR多数
- 特捜TV!ガブリンチョ（2001年、テレビ朝日）「ドラえもんクイズ大会」参加
- 仮面ライダーアギト（2001年、テレビ朝日）
- 小さな恋見つけた!（2001年、TBS） - レギュラー
- ガッコの先生（2001年、TBS） - 5年1組　安藤 役
- 忍風戦隊ハリケンジャー（2002年、テレビ朝日）
- ザ!情報ツウ 「海に生きる」（2002年、日本テレビ） - 亮 役
- 虹色定期便（2003年、NHK） - 望月祐介 役　レギュラー
- 愛と死をみつめて（2006年、テレビ朝日） - 同級生中島 役
- 行列のできる法律相談所（2007年、日本テレビ）

### 再現ドラマ
- いつみても波瀾万丈（1997年 - 2006年、日本テレビ）
- 嗚呼!バラ色の珍生!!（1997年 - 2001年、日本テレビ）
- スパスパ人間学!（TBS）
- どうぶつ奇想天外!（TBS）
- 奇跡体験!アンビリバボー（2002年、フジテレビ）

### 映画
- あ、春（1998年）
- ホーム・スィート・ホーム（2000年）
- 劇場版 仮面ライダーアギト PROJECT G4（2001年）
- 黄泉がえり（2002年）
- ホームレスが中学生（2008年）
- きみの友だち（2008年）

### CM
- NTTコミュニケーションズ（2000年）
- POLA「CELDIE 米ぬかシャンプー」（2001年）
- 東京電力 TEPCOインフォメーション（2001年）
- アサヒ飲料 三ツ矢サイダー 「母からの手紙」編（ラジオCM、2005年）
- 東北電力（2008年）
- AOKI（2009年）

### VP
- 教養ビデオ「野口健おちこぼれのエベレスト」（2002年）
- さいたま市紹介VTR（2004年）
- 日本文京出版 美術教科書（2005年）

### スチール
- 秀英セミナー（2006年）
- NTT東日本 電報広告（2007年）

### 舞台
- ミュージカル「チャンス」（2001年） - ダンサー 役